# Ugthorpe
Ugthorpe is een civil parish in het bestuurlijke gebied Scarborough, in het Engelse graafschap North Yorkshire met 225 inwoners.

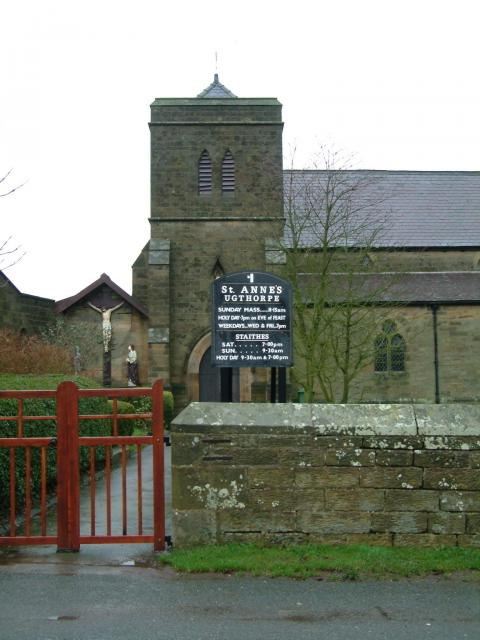
Rooms-katholieke kerk St Anne's, Ugthorpe